# ناحية مركز جسر الشغور
ناحية مركز جسر الشغور إحدى نواحي سوريا تتبع إداريّاً لمحافظة إدلب منطقة جسر الشغور ومركزها مدينة جسر الشغور، بلغ تعداد سكان الناحية 89,028 نسمة حسب التعداد السكاني لعام 2004.

## مدن وبلدات وقرى ناحية مركز جسر الشغور
الجانودية، العالية، بلميس، بكفلا، البشرية (بللو)، بطيباط، بزيت، الدغالي، المرج الأخضر الشرقي، عين الحمراء، عين السودة، إشتبرق، الفريكة، غانية، الغسانية، حللوز، الحسينية، جنة القرى، جسر الشغور، الكفير، كنيسة نخلة، المعلقة (بشلامون)، مرج الزهور، المطلة، المنطار، المشيرفة، القيسية، الروضة، سبيلة، الصالحية، سلي، السكرية، تل أعور، تل حمكي، أم الغار، أم الريش، شيخ سنديان فوقاني، شغور فوقاني، وطبة، المرج الأخضر الغربي، العرين، شغور تحتاني. 